# Isoneuromyia atra
Isoneuromyia atra är en tvåvingeart som beskrevs av Lane 1948. Isoneuromyia atra ingår i släktet Isoneuromyia och familjen platthornsmyggor. Inga underarter finns listade i Catalogue of Life.